# 夜会の果て
夜会の果て（やかいのはて）はNHK総合テレビジョン「水曜ドラマの花束」で1997年9月10日から10月15日まで22時-22時45分に放送されたテレビドラマ。全6回。

## あらすじ
東京深川の材木商信濃屋の娘、滝子はふとしたきっかけで明治政府の参議であり、開拓長官であり陸軍中将でもある薩摩藩閥の実力者黒田清隆と知り合い、請われるままに黒田家へ後妻に入る。しかし夫の清隆は酒乱で、酔った勢いで先妻を日本刀で斬殺したといった噂のある人物。さらに先妻の妹百子を養女として引き取り、半ば強引に夫婦の屋敷に住まわせるなどしたので、滝子の心中には二人の関係に対する疑念が生じる。その上、ある晩泥酔した清隆が帰宅して暴れ、挙句に屋敷内で発砲したことで結婚前には夫がきっぱり否定した先妻を惨殺した疑惑も再び頭をもたげてくる。
やがて内閣制度を創設し、自ら初代内閣総理大臣となった長州藩閥の実力者伊藤博文が、岩倉具視の娘（戸田極子）に手を出したというスキャンダルを抱え辞任。夫の清隆が第二代内閣総理大臣に就任し、滝子はファーストレディにまで登りつめるのだった。
大日本帝国憲法の発布、帝国議会の開設、鹿鳴館の開設など、激変する時代を背景に、滝子と清隆、周囲の人々の人生が渦巻いてゆく。

## キャスト
黒田清隆
演 - 江守徹
第二代内閣総理大臣。酒乱の気がある。
黒田滝子
演 - 黒木瞳　
清隆の後妻。夫、清隆に疑念を抱きつつも、間に一男二女を儲ける。
黒田百子
演 - 田村英里子
清隆の先妻の妹で、清隆の養女。後に黒木為禎に嫁ぐ。
黒田竹子
演 - 山出梨紗
清隆と滝子の長女。後に榎本家に嫁ぐ（史実では榎本家に嫁いだのは次女の梅子）。
塚田しのぶ
演 - 三林京子
百子の乳母。何かにつけ口うるさく介入し、滝子の心を乱す。
伊藤博文
演 - なべおさみ
初代内閣総理大臣。清隆とは対立している。とにかく女癖が悪い。
伊藤梅子
演 - 紅萬子
伊藤の正妻。
井上馨
演 - 寺田農
外務卿、後に黒田内閣の農商務大臣。条約改正のため鹿鳴館開設に力を注ぐ。清隆とは対立している。
榎本武揚
演 - 佐々木功
旧幕臣で、清隆が政府内での地位を引き上げた。清隆が政府内の他の薩摩藩閥から疎外されるようになったので、次第に清隆と懇意になってゆき、黒田内閣では逓信大臣をはじめとして様々な大臣を歴任。
榎本多津
演 - 葦笛るか
榎本の妻。
大隈重信
演 - 長門裕之
大蔵卿、後に黒田内閣の外務大臣。清隆と対立していたが、条約改正に反対した右翼による爆弾テロにより失脚。
川上操六
演 - 森田順平
陸軍での清隆の部下。
黒木為楨
演 - 西園寺章雄
陸軍での清隆の部下で、後に百子の夫となる。
五代友厚
演 - 財津一郎
清隆に取り入る政商。
後藤象二郎
演 - 池田武志
黒田内閣で榎本の後の逓信大臣。
来島恒喜
演 - 林邦史朗
右翼団体玄洋社の団員で、大隈の爆殺を謀る。
西郷従道
演 - 磯部勉
陸軍での清隆の同輩。
三条実美
演 - 角野卓造
内大臣。清隆が内閣総理大臣職を辞した後、暫定的に首相職を務めた。
戸田極子
演 - 月見恭子
岩倉具視の次女で、伯爵戸田氏共の妻。鹿鳴館の華とも呼ばれた美貌の持ち主であった。
永山武四郎
演 - 早坂直家
陸軍での清隆の部下。
松方正義
演 - 森山周一郎
黒田内閣の大蔵大臣で、後に第四代内閣総理大臣。
山縣有朋
演 - 石橋雅史
黒田内閣の内務大臣で、後に第三代内閣総理大臣。

## スタッフ
- 脚本 - ジェームス三木[1]
- 音楽 - 池辺晋一郎[1]
- 制作統括 - 二瓶互[1]
- 美術 - 岡本忠士[1]
- 技術 - 山本賢治[1]、皿井良雄[1]
- 音響効果 - 異浩悦[1]
- 演出 - 尾崎充信[1]、東山充裕[1]、広瀬満[1]

## 備考
- 劇中では第1次山縣内閣は大津事件により総辞職したと描写されているが、史実では大津事件は次の第1次松方内閣成立直後に起きている。
- 角野卓造は1990年の大河ドラマ『翔ぶが如く』でも三条実美を演じていた。